# Pianoa
Pianoa is een geslacht van spinnen uit de familie Gradungulidae. De typesoort van het geslacht is Pianoa isolata.

## Etymologie
De naam van het geslacht is afgeleid van de enige vindplaats van het geslacht Pianoa Flat, Waiaka Valley, Otago, Zuidereiland, Nieuw-Zeeland.

## Soorten
Het geslacht kent de volgende soort:
- Pianoa isolata Forster, 1987